# Crash (Kehlani)
Crash è il quarto album in studio della cantautrice statunitense Kehlani, pubblicato tramite Atlantic Records il 21 giugno 2024. L'album presenta le apparizioni di Jill Scott, Young Miko e Omah Lay. Mentre la produzione è stata affidata a Khristopher Riddick-Tynes e Alex Goldblatt, Crash è stato supportato da due singoli: After Hours e Next 2 U.

## Promozione
Il singolo principale dell'album, After Hours, è stato pubblicato il 4 aprile 2024. Il 15 maggio 2024, Kehlani ha annunciato l'album, insieme alla copertina e alla data di uscita. Il secondo singolo, Next 2 U, è stato pubblicato il 31 maggio 2024. Il 14 giugno 2024, Kehlani ha rivelato la tracklist dell'album.

## Tracce
1. GrooveTheory (Kehlani Parrish)
2. Next 2 U (Parrish)
3. After Hours (Parrish)
4. What I Want (Parrish)
5. Crash (Parrish)
6. 8 (Parrish)
7. Sucia (featuring Jill Scott and Young Miko) (Parrish, Jill Scott, María de Arellano Cardona)
8. Better Not (Parrish)
9. Tears (featuring Omah Lay) (Parrish, Stanley Didia)
10. Vegas (Parrish)
11. Deep (Parrish)
12. Chapel (Parrish)
13. Lose My Wife (Parrish)